# Croydon South (circonscription britannique)
Pour les articles homonymes, voir Croydon (homonymie).
Circonscription parlementaire de la Chambre des communes
La circonscription de Croydon South est une circonscription électorale anglaise située dans le Grand Londres, et représentée à la Chambre des communes du Parlement du Royaume-Uni.

## Géographie
La circonscription comprend :
- La partie sud-ouest du borough londonien de Croydon
- Les quartiers de Coulsdon, Purley, Sanderstead et Selsdon

## Députés
Les Members of Parliament (MPs) de la circonscription sont :
| Législature                        | Années        | Député          | Député                    | Parti        |
| ---------------------------------- | ------------- | --------------- | ------------------------- | ------------ |
| Croydon South issue de East Surrey |               |                 |                           |              |
| 46e                                | 1974–1974     |                 | William Gibson Haig Clark | Conservateur |
| 47e                                | 1974–1979     |                 | William Gibson Haig Clark | Conservateur |
| 48e                                | 1979–1981     |                 | William Gibson Haig Clark | Conservateur |
| 49e                                | 1983–1987     |                 | William Gibson Haig Clark | Conservateur |
| 50e                                | 1987–1992     |                 | William Gibson Haig Clark | Conservateur |
| 51e                                | 1992–1997     | Richard Ottaway |                           | Conservateur |
| 52e                                | 1997–1997     | Richard Ottaway |                           | Conservateur |
| 53e                                | 2001–2005     | Richard Ottaway |                           | Conservateur |
| 54e                                | 2005–2010     | Richard Ottaway |                           | Conservateur |
| 55e                                | 2010–2015     | Richard Ottaway |                           | Conservateur |
| 56e                                | 2015–2017     | Chris Philp     |                           | Conservateur |
| 57e                                | 2017–2019     | Chris Philp     |                           | Conservateur |
| 58e                                | 2019–2024     | Chris Philp     |                           | Conservateur |
| 59e                                | 2024–en cours | Chris Philp     |                           | Conservateur |

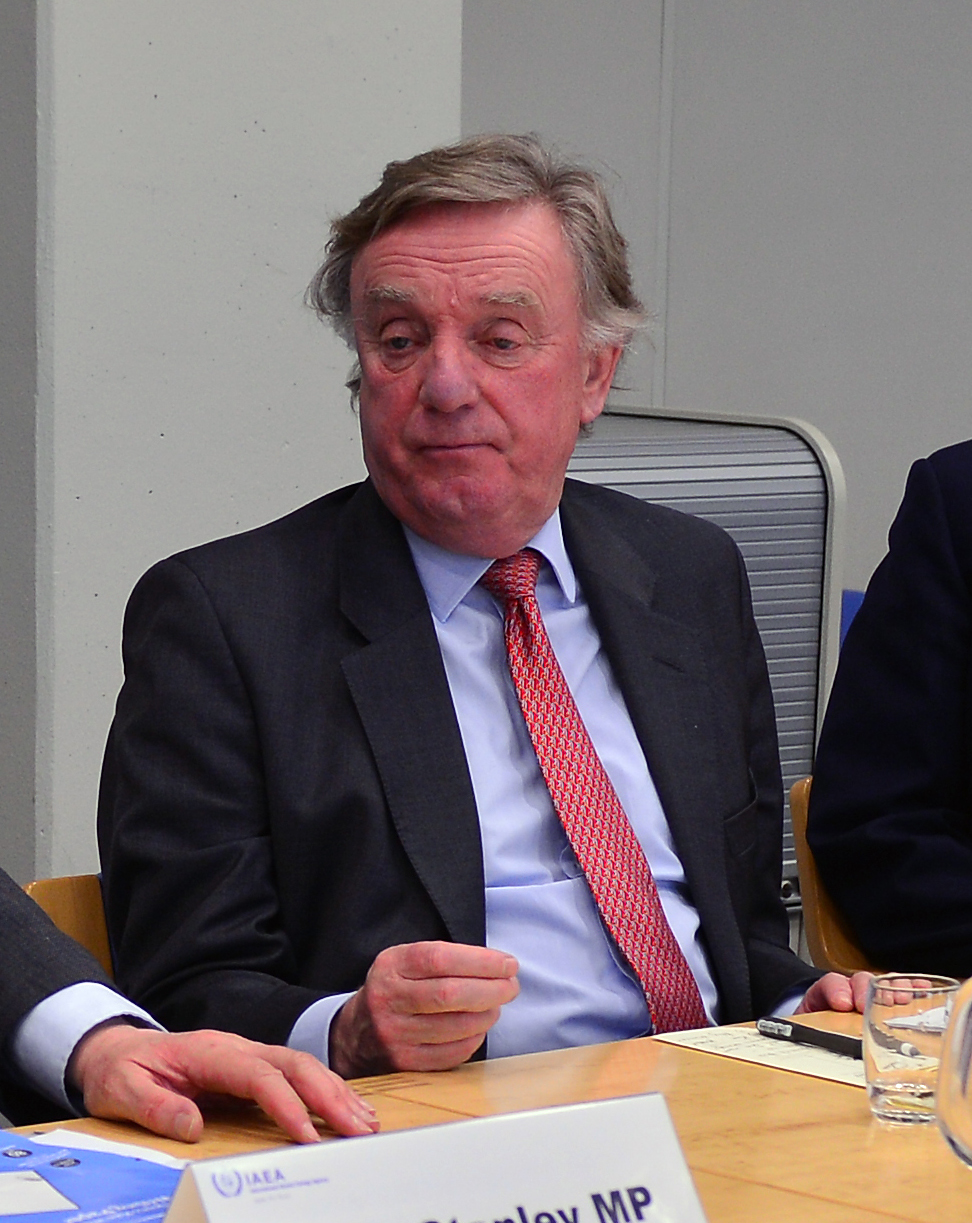
Richard Ottaway (1992-2015)
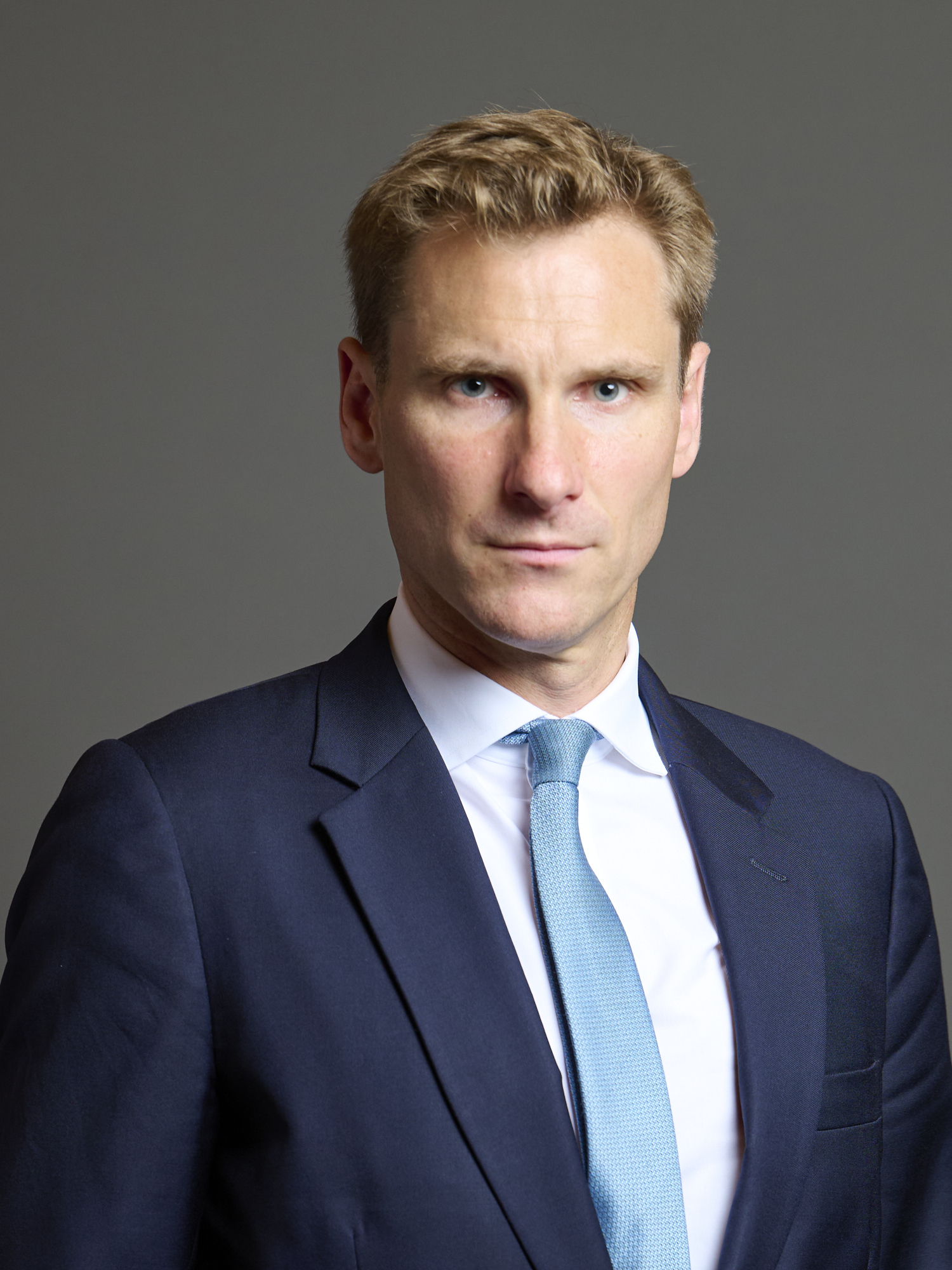
Chris Philp (depuis 2015)